# Menuisier en sièges
Parler de menuisier en sièges, c'est rappeler que cette corporation des menuisiers a évolué en fonction des techniques et des spécialisations.
Le mot Menuisier apparaît, pour la première fois en 1382, dans les statuts règlementant la profession de Huchier-Menuisier. Cette ordonnance institue la réalisation d'un chef-d'œuvre pour accéder au statut de maître. À cette époque, les huchiers-menuisiers font partie de la corporation des charpentiers, qui a deux corps :
- charpentiers à la grande cognée - en rapport avec la cognée hache.
- charpentiers à la petite cognée - qui sont les huchiers-menuisiers - appelés ainsi car ces artisans amenuisaient les bois en les rendant plus minces et fabriquaient des objets menus.

À la fin du XVe siècle, Jacques d'Estouville, prévôt de Paris, utilise le mot Menuisier seul. Il est réservé à ceux qui font profession de fabriquer des meubles et des aménagements intérieurs de maisons.
À la fin du XVIe siècle, la séparation se fera entre les menuisiers en bâtiment (portes, lambris, parquets) et les menuisiers en meubles.
Au XVIIe siècle, avec la découverte des nouveaux mondes, et l'importation des bois « exotiques » apparaît un nouveau métier, Menuisier en Ébène, statut reconnu en 1743 par Colbert sous le terme d'ébéniste.
Au XVIIIe siècle, le menuisier en sièges est l'artisan qui fabrique des carcasses ou fûts de sièges, mais aussi des éléments de mobilier pour lesquels sa connaissance des bois massifs et de la géométrie descriptive est nécessaire : tels que des écrans de feu, des consoles, des torchères.

## Techniques
De par sa spécialité, le menuisier en sièges a le savoir-faire pour mener avec efficacité l’ensemble des opérations aboutissant à la réalisation d'un siège, dans tout le répertoire des styles français de mobilier. 
Ce savoir-faire est d'ailleurs inscrit à l'Inventaire du patrimoine culturel immatériel en France.
La méthode est une base ancienne du XVIIIe siècle. La mise en technique date de la fin du XIXe siècle - début du XIXe siècle, avec l’arrivée de certaines machines-outils (d'abord mues par l’énergie hydraulique puis par l’énergie électrique) ; cette technique traditionnelle est encore pratiquée dans quelques rares ateliers actuellement. La différence avec le façonnier vient de l’exécution du travail : le menuisier en sièges en assure tous les stades, du traçage à la réalisation, alors que le façonnier l'exécute d’une façon plus intensive et répétitive, et est souvent limité par une régularité de travail et de technique. Les techniques des façonniers deviennent industrielles. Le geste est remplacé par des machines sophistiquées à des fins de rentabilité, pour répondre à l’exigence de séries importantes et très souvent simplifiées esthétiquement et techniquement.
Pour réaliser un siège historique des époques XVIIIe siècle, les maîtres menuisiers en sièges comme les Séné, Boulard, Avisse, Heurtaut, etc. ont mis au point des étapes hiérarchisées par un savoir–faire reposant sur un système de « patrons », qui sont tous simplement des gabarits. Ces gabarits étaient l'apanage des meilleurs ateliers. 
Les gabarits sont utilisés selon un ordonnancement codifié et ont une appellation précise pour chaque étape de travail. Patron, gabarit de calibrage, gabarit de contre-courbe, gabarit de forme, gabarit de contre-forme, gabarit de toupillage, gabarit de moulurage, gabarit de mortaisage, sont les principales règles de base pour réaliser la meilleure exécution de l’ouvrage de chaque pièce faisant partie de la membrure du siège.

## Étapes de fabrication d'un bois de siège
L'exécution d'un bois de siège (appelé fût ou carcasse) se fait par étapes, dont quelques-unes sont ici illustrées :

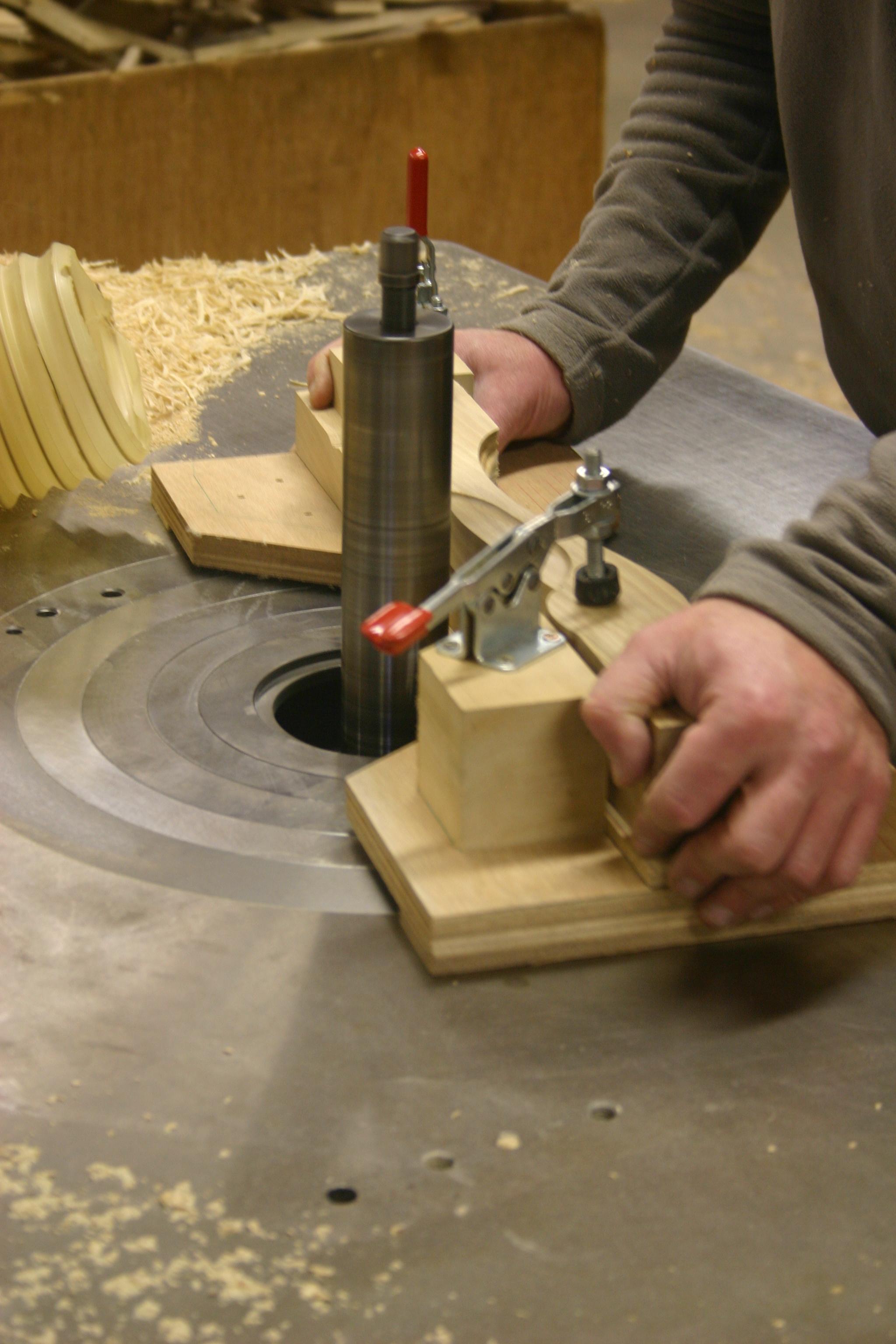
a) Toupillage sur gabarit
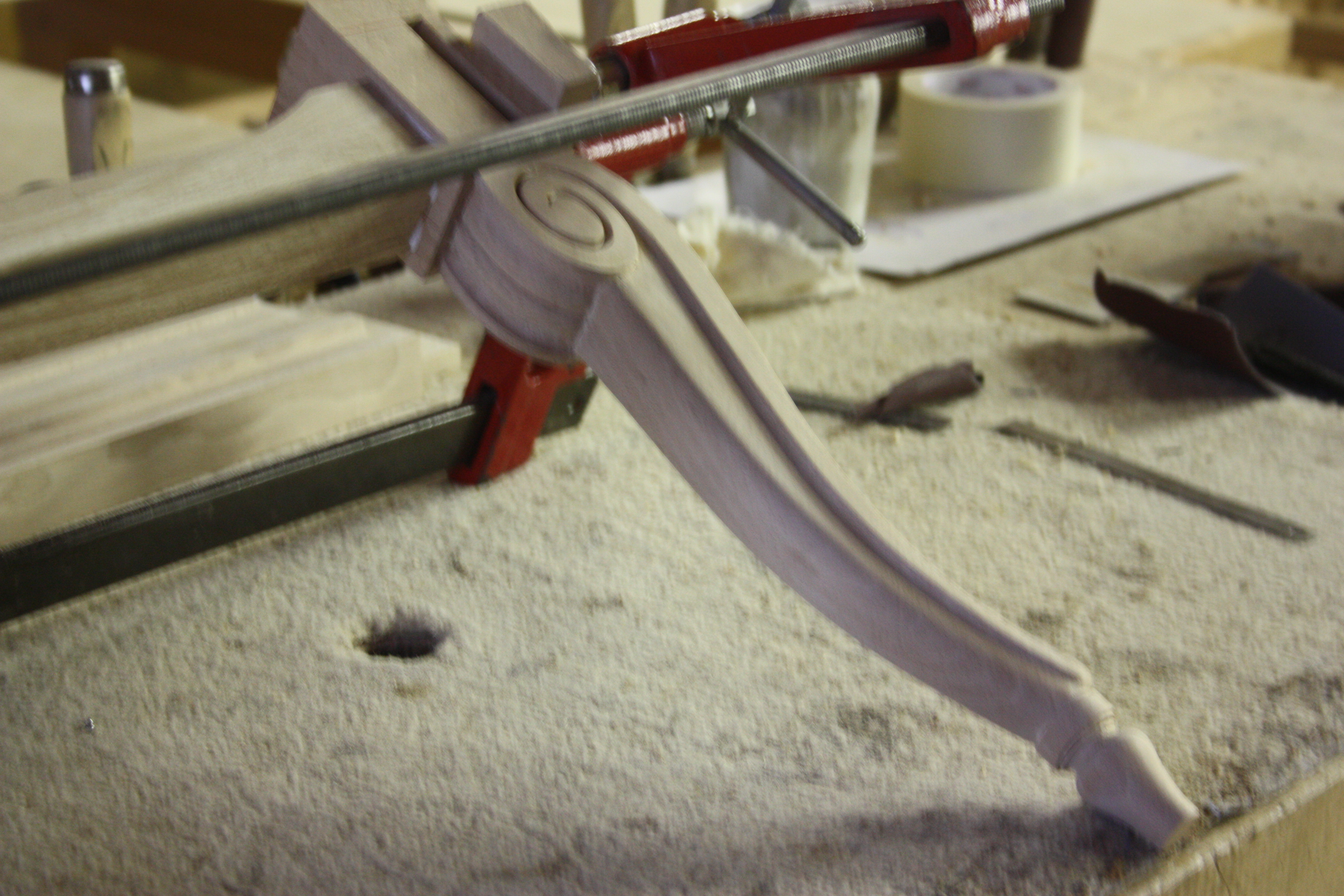
b) Dé de raccordement entre le pied arrière d'une seule pièce et la ceinture.
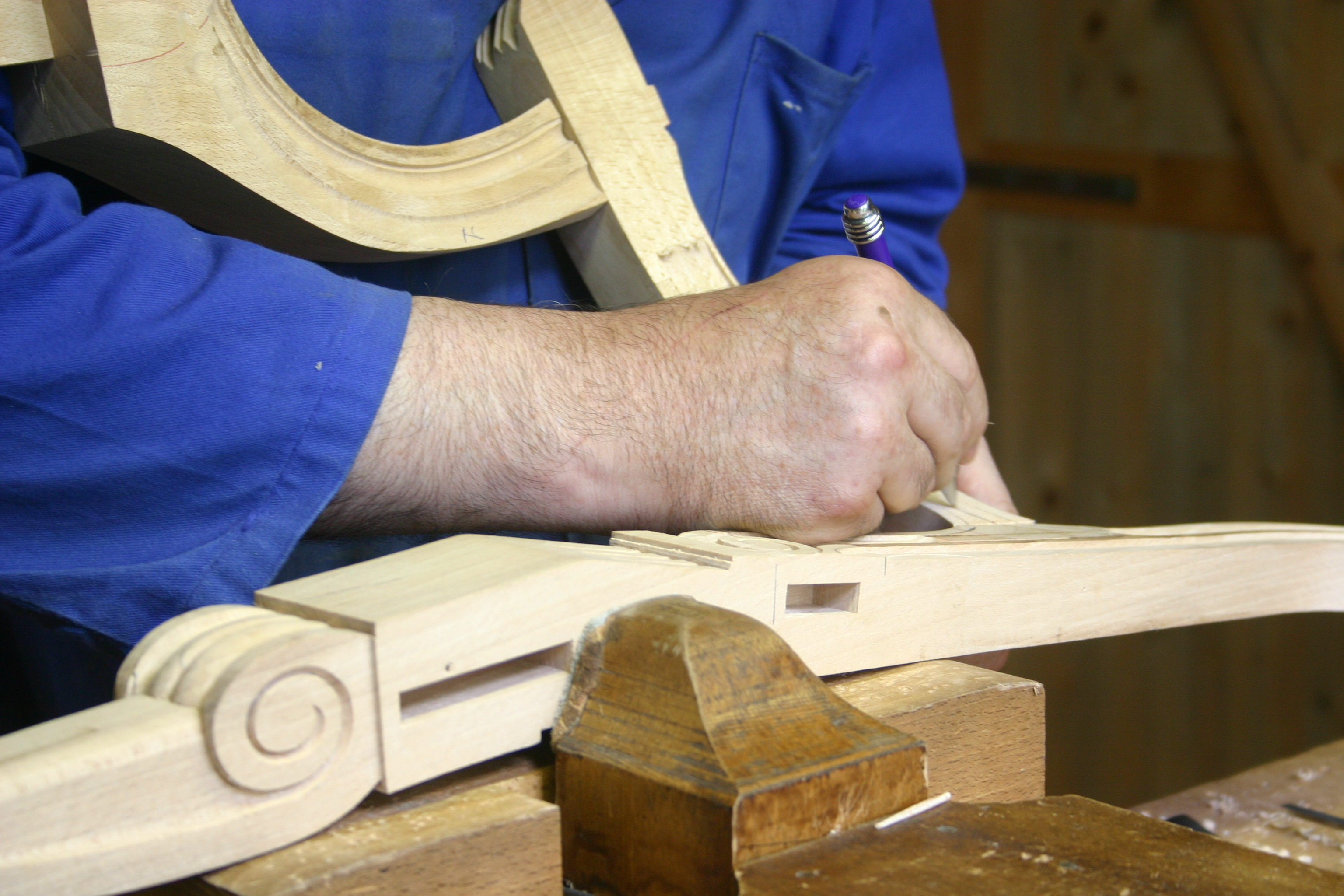
c) Précision des dernières touches de l'assemblage.
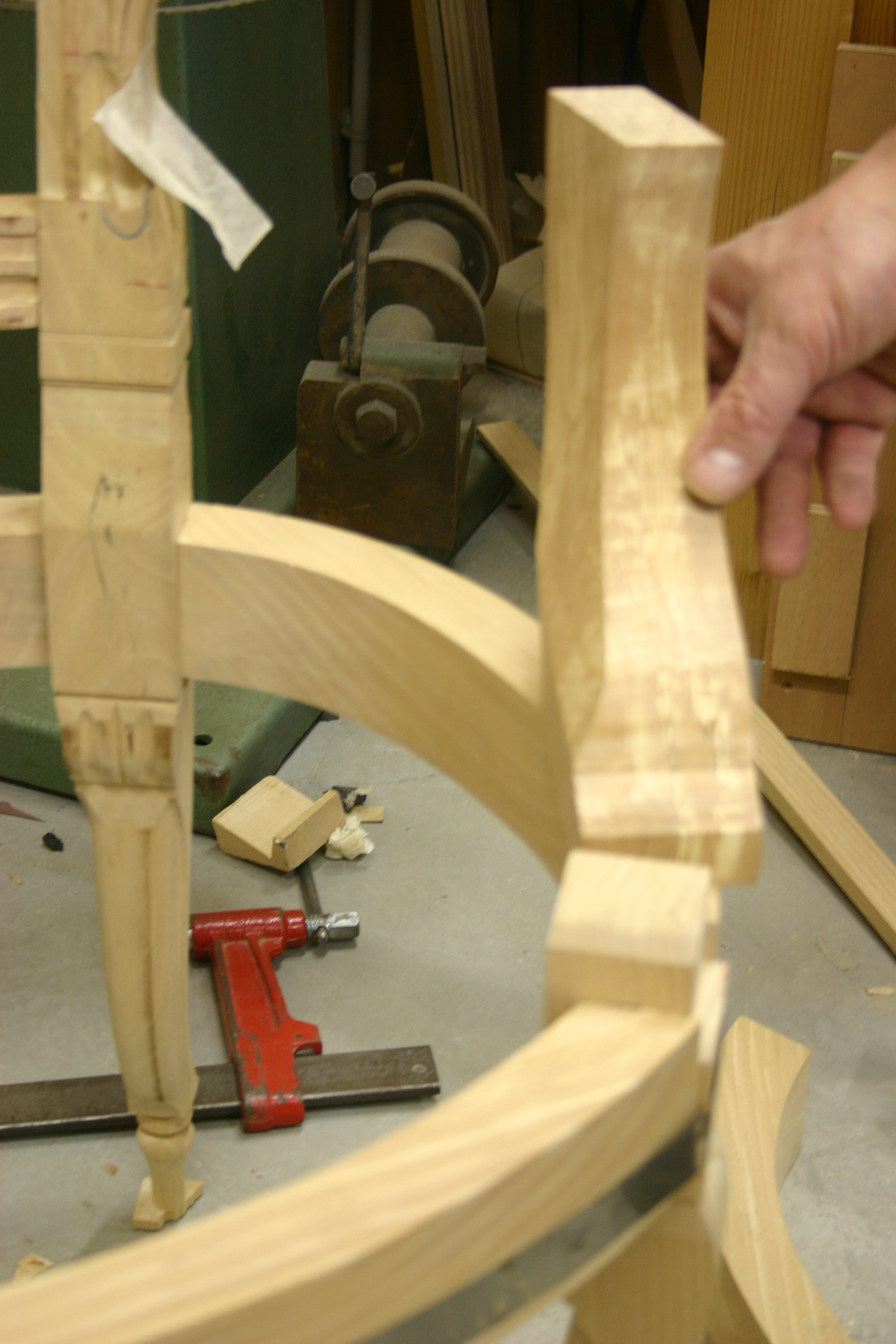
d) Support d'accotoir greffé d'un assemblage à la ceinture.
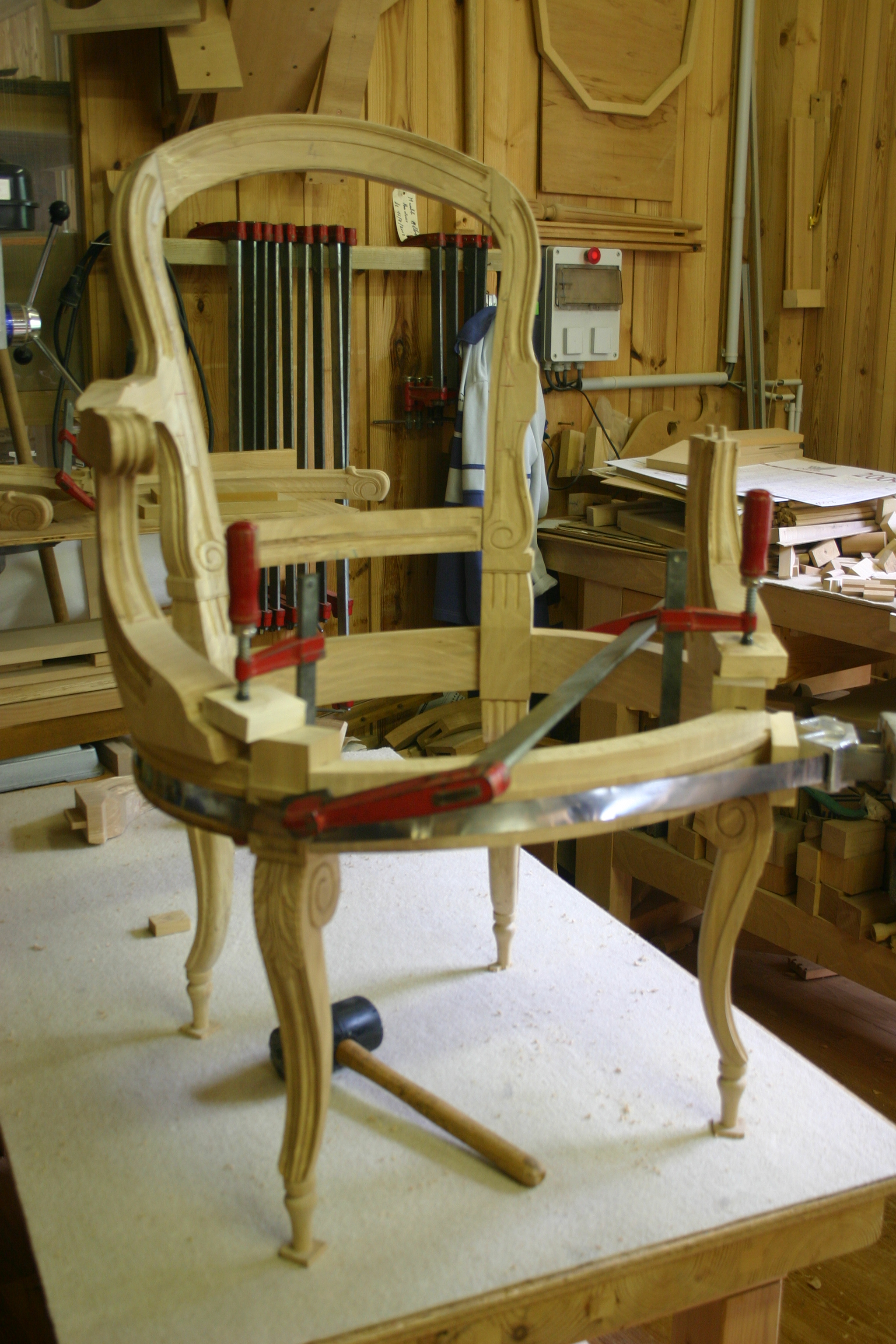
e) La carcasse ou cabriolet en "fût".
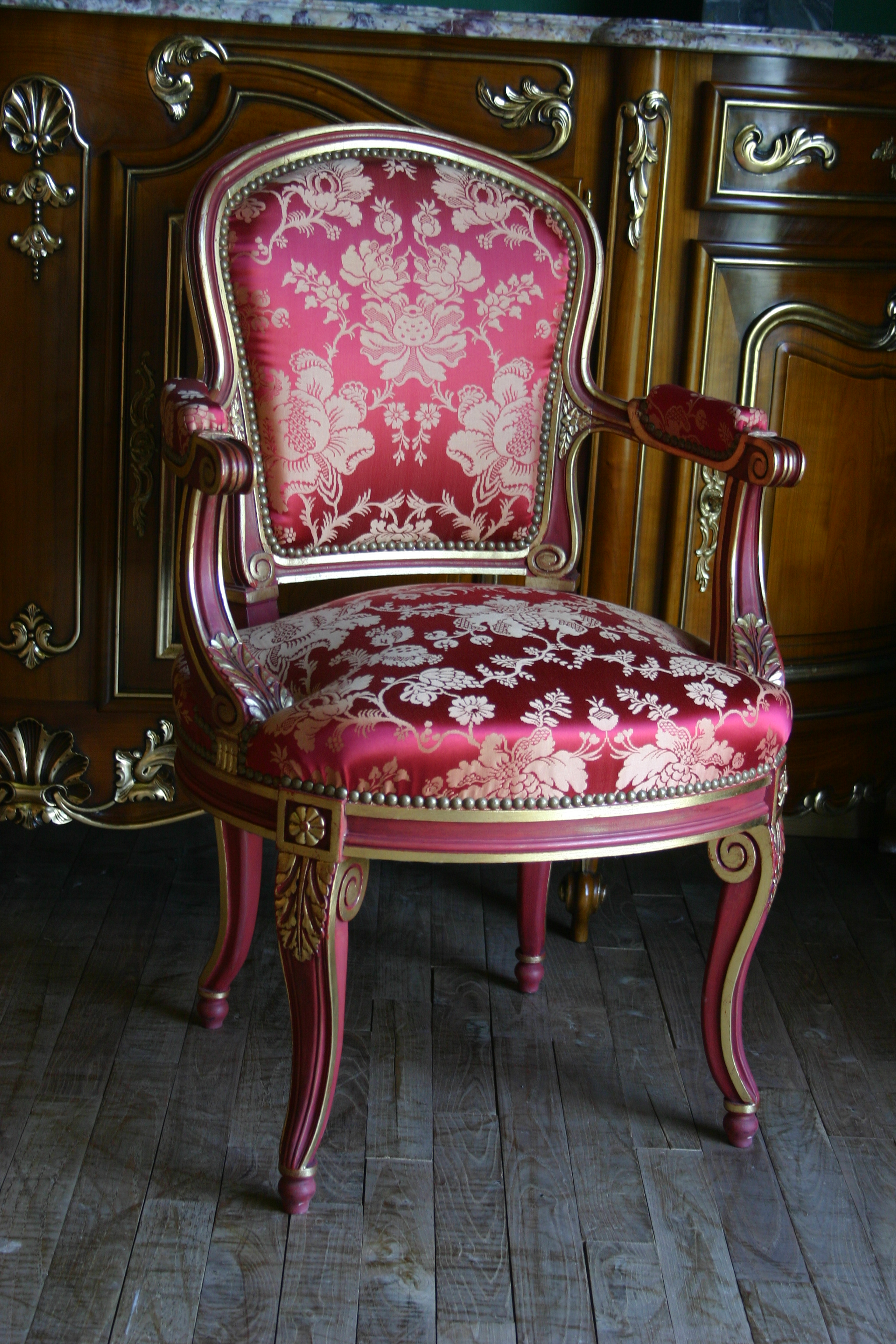
f) Fauteuil cabriolet, de style Transition

a)	A l’aide de gabarit de toupillage, le menuisier toupilleur dit « menuisier en sièges » glisse sur le galet libre son gabarit chargé de la pièce de bois à usiner sur l’arbre de toupie avec son « bouffe-tout ». Avant d’être placée dans le gabarit, cette pièce de bois a été préalablement chantournée avec une scie à ruban.  
b)	Le montage dit « à sec » de deux pièces de bois constituant une partie de la boiserie du siège, après toutes les étapes de chantournage, débit, tournage, calibrage, moulurage. 
c)	Le menuisier en sièges vérifie à nouveau la qualité et la précision de l’assemblage de l’accotoir qui s’embrève dans le pied - dossier du fauteuil
d)	La boiserie du siège est en cours de collage à la colle d’os, ici avec des serre-joints « ceinture ».
e)	Le même ouvrage du menuisier en sièges entièrement achevé, après être passé dans les mains du sculpteur sur bois, du laqueur, du doreur, fini par le tapissier garnisseur et recouvert de soierie.
f)  L'ouvrage achevé est ici une réplique d'un siège du maître Georges Jacob.